# Мандерриао (аэропорт)
Аэропорт Мандерриао (хилиг.: Hulugpaan sang Mandurriao, таг. Paliparan ng Mandurriao), также известен как аэропорт Илоило (в процессе его эксплуатации) — бывший основной аэропорт, обслуживавший город и провинцию Илоило на Филиппинах. Аэропорт расположен в пяти километрах к северо-западу от города Илоило в районе Мандерриао. Аэропорт был четвёртым по загруженности аэропортом на Филиппинах в целом и самым загруженным внутренний аэропортом, в 2005 году он обслужил более 700 000 пассажиров и более 5000 тонн грузов.
Эксплуатировавшийся с 1937 года, аэропорт Мандерриао был заменён на Международный аэропорт Кабатуан, также известный как новый Международный аэропорт Илоило, а затем, 14 июня 2007 года, выведен из эксплуатации. В настоящее время планы по аэровокзальному комплексу Мандерриао предусматривают его использование в другой модели бизнеса.

## Авиакомпании и пункты назначения
Пункты назначения аэропорта Мандерриао до его закрытия:

## Дальнейшее использование
Недвижимость старого аэропорта Илоило в Мандерриао было запланировано для приватизации в первой половине 2007 года. Мэрия города рассматривала успешную приватизацию этого объекта в качестве ключа для оживления деловой жизни Илоило.
По состоянию на 3 апреля 2007 года, 5 крупных филиппинских застройщиков предварительно квалифицировались для участия в торгах. Это Ayala Land, Empire East, Robinsons Land, Rockwell Land и SM Prime. Совет по приватизации установил минимальную цену за недвижимость на площади в 54 га в 1.2 млрд филиппинских песо (2 200 песо за квадратный метр).
Торги на были проведены 9 мая 2007 года. Среди прошедших предварительный отбор участников торгов, реально в них приняли участие только Robinsons Land, Empire East и SM Prime Participated. В следующей таблице приведены соответствующие ставки:
| Застройщик     | Ставка (млн. песо) |
| -------------- | ------------------ |
| Robinsons Land | 1089               |
| Empire East    | 701                |
| SM Prime       | 436                |

Власти объявили аукцион несостоявшимся, поскольку ни одна из ставок не была выше минимальной цены. После этого власти решили начать переговоры о продаже. Всем пяти предварительно квалифицировавшимся на торги участникам было предложено принять в них участие. Но, при этом, совет по приватизации был непреклонен в сохранении минимальной цены в 1.2 млрд песо. Заявку в последний день переговоров подала только компания Robinsons Land, предложив за аэропорт только 908 млн песо. У властей не было выбора, кроме как объявить о новой неудаче.
В результате, после месяцев борьбы и обсуждений условий продажи, аэропорт был продан за 1.2 млрд песо для строительства комплекса смешанного типа (жилого и торгового) корпорации Megaworld, которая изначально участия в торгах не принимала.
По состоянию на 2016 год, территория аэропорта стала центральным деловым районом города Илоило (см. Iloilo Business Park). В настоящее время тут находятся несколько дорогих отелей, кондоминиумов, а также офисы различных компаний. В сентябре 2015 года тут был организован деловой саммит АТЭС.